# 헤르타 뮐러
헤르타 뮐러(Herta Müller, 1953년 8월 17일 ~ )는 억압적인 니콜라에 차우셰스쿠 시기의 루마니아 인민 공화국에서 거친 상황을 묘사한 작품으로 유명한 루마니아 태생의 독일 소설가이자 시인, 에세이 작가이다. 2009년 노벨 문학상을 수상하였다.

## 생애

### 성장
루마니아의 독일계 소수민족 가정에 속했던 헤르타 뮐러는 바나트 지방의 바나터 슈바벤에서 태어났다. 그녀의 할아버지는 부유한 농부이자 상인이었고, 루마니아의 공산주의 정권 하에서 소유권을 박탈당했다. 그녀의 어머니는 제2차 세계대전 이후 우크라이나의 수용소에서 수년간의 강제노동을 하도록 강제이송된다. 이전에 무장친위대(Waffen-SS)의 제10SS기갑사단 프룬츠베르크(10. SS-Panzer-Division Frundsberg)의 군인이었던 그녀의 아버지는 화물차 기사로 일하며 생활비를 벌었다.
헤르타 뮐러는 1960년부터 1968년까지 니치도르프(Nițchidorf)에 있는 독일어 학교를 다녔고, 그곳에서 루마니아어 또한 수업과목으로 배웠다. 그녀는 15살때에 어머니가 마을의 재단사로부터 받아온 견습자리를 거절했다. 대신 티미쇼아라에 위치해 있고 독일어를 사용하는 니콜라우스-레나우-뤼체움(고등학교에 해당)을 다녔고, 그곳에서 루마니어어를 완전히 숙달하기 시작했다. 티미쇼아라는 고향 마을에서 멀리 떨어져 있었기 때문에 뮐러는 그 도시에서 세를 내어 살았고, 주말에만 집으로 돌아왔다. 아비투어(독일의 대학입학자격시험) 이후에 뮐러는 1973년부터 1976년까지 티미쇼아라 서부 대학교에서 독어독문학과 루마니아어문학을 전공했다.
1976년부터 기계공장에서 번역가로 일했다. 당시 세쿠리타테(루마니아 비밀정보기관)를 위해 비밀 스파이 직책을 수행하라고 하며 비밀정부요원이 세 번이나 그녀를 찾아왔었다고 뮐러는 밝혔다. 그녀는 그 모집문서를 갈기갈기 찢어 이를 거절했다고 한다. 살해 위협에 맞서 협력하지 않은 후로 그녀는 매일 아침마다 언제 새로운 일자리를 찾을 것이냐고 물어보는 사장의 부름에 출석해야 했다고 한다. 그 사무실에서 쫓겨난 뒤 그녀는 계단에서 아무도 요청하지 않은 번역본을 작성했어야 했다고 한다. 동료들 사이에서는 그녀가 비밀정보기관을 위해 일한다는 이야기가 퍼졌는데, 그녀는 이에 맞서 버틸 수 없었다고 한다. “동료들은 내가 거부한 바를 완전히 (반대로) 내가 수행했다고 생각했다.” 1979년에 그녀는 해고되었고 그 후 때때로, 특히 니콜라우스-레나우-뤼체움에서 교사로 일하거나 유치원에서 일을 했고, 또 사적인 독일어 과외수업도 했다.
1984년부터 서독을 3번 방문한 후에, 헤르타 뮐러는 1987년 그녀의 그 당시 남편이었던 리하르트 바그너와 독일로 망명했다. 뮐러는 뉘른베르크의 랑바써에 있는 동쪽에서 온 이주자를 위한 국가수용접수처에서의 대우가 불합리하다고 했다. 뮐러는 며칠 동안 연방정보국과  연방안전기획부에서 심문을 당했고, 그 당시에 루마니아 비밀정보기관의 요원이라는 혐의를 받았다.
잇따른 몇 년 동안 국내외의 대학에서 거주지를 제공받는 작가(writer in residense)로 강의를 하게 된다. 1990년에 뮐러는 그녀의 남편 리하르트 바그너와 이혼했다. 같은 해에 현재 남편인 해리 메르클을 만났는데, 그와 함께 연극영화 ‘여우 - 사냥꾼’(Der Fuchs – Der Jäger)의 시나리오를 썼다. 헤르타 뮐러는 1997년 탈퇴할 때까지 독일 중앙 P.E.N. 클럽(작가동맹)의 멤버였다.
1998년에 카셀 대학의 ‘그림형제 객원교수’로 임명되었고, 2001년에는 튀빙겐 문학 강사직을 받았으며, 2005년에는 현재 살고 있는 베를린의 자유대학에서 ‘하이너-뮐러 객원교수’가 되었다. 1995년부터 언어와 문학을 위한 독일아카데미의 회원이었고, 2016년부터는 베를린에 있는 예술아카데미의 회원이 되었다.

### 뮐러와 루마니아의 비밀정보기관 간의 악연
2008년에 뮐러는 어느 담화에서 자신이 여전히 독일에서 루마니아 비밀정보기관 측으로부터 죽음의 위협을 받으며, 바나터 슈바벤 지역에 있는 반대자들로부터 받는 익명의 편지들로 고통 받는다고 밝혔다. 같은 해에 공개편지를 통해 2008년 7월 25일에 베를린에 있는 루마니아 문화원에서 열린 학회로의 초대를 비판했다. 이 초대는 역사학자 소린 안토히와 독어독문학자 안드라이 코르베아 호이시가 한 것이었는데, 그들은 그 당시에 모두 공산주의 루마니아 비밀정보기관의 정보원들이었기 때문이었다.
헤르타 뮐러는 루마니아 비밀정보기관이 어떻게 자신이 ‘웃음거리가 되고 고립되도록’ 방치했는지 묘사했다. 바나트 행동그룹에 대한 비밀정보기관의 기록은 뮐러에게 신용훼손 조처를 가해 믿을 수 없는 인물로 만들어야 한다고 밝히고 있다고 뮐러는 주장했다. 뮐러는 비밀정보기관에 의해 계획된, 그녀를 요원이라고 고발하는 편지가 독일 라디오 방송국에 보내졌다고 주장한다. 게다가 그녀는 바나터 슈바벤의 향우회의 주요 인사들을 비난했는데, 뮐러가 생각하기에 그들은 비밀정보기관의 비공식적인 협력자였고, 루마니아의 공산당의 사주로 이 편지를 썼다는 것이다.
‘루마니아 비밀정보기관 기록 보관소의 연구를 위한 국가 관청’의 지시에 따라 뮐러에 대해 작성된 비밀정보기관의 기록이 파기되었다는 사실이 2005년에 보고되었다. 뮐러가 점차 어떤 내용인지 알게 된, 그녀에 대한 비밀정보기관 기록에 대해 뮐러는 이렇게 썼다 : ‘보기 좋게 다듬었다고 표현할 수는 없겠다. 그 기록에는 핵심이 완전히 빠져 있다.’ 크리스티나라는 이름의 그 기록은 세 권으로, 914 페이지로 구성되어있고, 1983년 3월 8일에 작성되었지만 이전 연도의 문서가 포함되어있다. 그 문서기록을 시작한 이유는 (헤르타 뮐러가) "나라의 현실에 대한, 특히 시골 환경에 대한 고의적인 왜곡"을 저질렀을 뿐 아니라 "적대적인 활동으로 유명한 독일계 시인의 서클"에 속했기 때문이다.

### 푸틴에 대한 뮐러의 비판
2014년 차우셰스쿠 정권 하에서의 경험을 언급한 헤르타 뮐러는 블라디미르 푸틴 러시아 대통령의 정책을 여러 번 비판했는데, 그를 ‘러시아 정보기관(KGB)에서 사회화된, 개인숭배의 경향을 가진 독재자’라고 묘사했고, 그의 정치가 그녀를 ‘병들게 했다’고 하며 비판했다. '병들다'라는 표현에 대해 그녀는 개인적인 굴욕감을 의미한다고 했다. "그는 나의 이성을 모욕한다. 그는 심지어 항상 같은 건방진 언행으로 매일 우리 모두의 이성을 모욕한다. 그는 이미 수없이 거짓말을 하는 자리에서 붙잡혔으며, 거짓말을 할 때마다 폭로가 되었지만, 그럼에도 불구하고 그는 계속해서 거짓말을 한다, 그는 그렇게 나를 화나게 한다."

## 같이 보기
- 여자 노벨상 수상자 목록
- 노벨 문학상 수상자 목록